# The Other Man
The Other Man är en brittisk-amerikansk dramafilm från 2008 i regi av Richard Eyre. Filmer bygger på en novell av Bernhard Schlink och skildrar två mäns tävlan (Liam Neeson och Antonio Banderas) om en kvinnas kärlek (Laura Linney).

## Handling
Webbdesignern Peter upptäcker att hans hustru Lisa har en otrohetsaffär med Ralph. I stället för att konfrontera hustrun, söker han upp Ralph i Milano och inleder en vänskap med honom. Över ett parti schack frågar Peter ut den ovetande Ralph om hans förhållande till Lisa.

## Rollista
- Liam Neeson som Peter
- Antonio Banderas som Ralph (pronounced "Rafe")
- Laura Linney som Lisa
- Romola Garai som Abigail
- Pam Ferris som Vera
- Paterson Joseph som Ralph
- Craig Parkinson som George
- Richard Graham som Eric
- Emma Fielding som Gail
- Amanda Drew som Joy
- Paul Ritter som Guy
- Joseph Long som Maitre d'

## Om filmen
The Other Man producerades av Frank Doelger, Michael Dreyer och Tracey Scoffield för Gotham Productions och Rainmark Films. Den spelades in interiört i Ealing Studios i Ealing, London samt exteriört i Ely, Green Park, Islington och St Pancras Station i London, Hounslow, Comosjön och Milano. Manus skrevs av Charles Wood efter en novell av Bernhard Schlink. Filmen fotades av Haris Zambarloukos och klipptes av Tariq Anwar. Musiken komponerades av Stephen Warbeck.

## Premiärdatum
| Land           | Datum             | Kommentar                                  |
| -------------- | ----------------- | ------------------------------------------ |
| Kanada         | 7 september 2008  | Toronto International Film Festival        |
| Spanien        | 18 september 2008 | San Sebastián Film Festival                |
| Brasilien      | 26 september 2008 | Rio de Janeiro International Film Festival |
| Storbritannien | 17 oktober 2008   | London Film Festival                       |
| USA            | 3 december 2008   | i Los Angeles                              |
| Frankrike      | 27 maj 2009       |                                            |
| Grekland       | 30 juli 2009      |                                            |
| Syrien         | 13 augusti 2009   |                                            |
| Finland        | 23 augusti 2009   | Espoo Film Festival                        |
| Portugal       | 10 september 2009 |                                            |
| Nederländerna  | 17 september 2009 |                                            |
| Sverige        | 23 september 2009 | svensk DVD-premiär                         |
| Egypten        | 30 september 2009 |                                            |
| Mexiko         | 16 oktober 2009   |                                            |
| Libanon        | 22 oktober 2009   |                                            |
| Belgien        | 11 november 2009  |                                            |
| Slovenien      | 14 januari 2010   |                                            |
| Japan          | 19 februari 2010  | DVD-premiär                                |
| Spanien        | 11 juni 2010      |                                            |
| Tyskland       | 1 juli 2010       |                                            |
| Polen          | 3 september 2010  |                                            |
| Ungern         | 22 september 2010 | DVD-premiär                                |
| Peru           | 28 oktober 2010   |                                            |
| Argentina      | 12 december 2010  | TV-premiär                                 |